# Вулиця Поповича (Львів)
Ву́лиця Попо́вича — вулиця у Галицькому районі міста Львова, що сполучає вулиці Августина Волошина та Глібова, утворюючи перехрестя з вулицями Григоровича та Мартовича. 

## Історія
Вулиця утворилася під час «глобального» впорядкування Львова на початку «ери» місцевого самоврядування. Відома від 1863 року, як вулиця Гончарська нижча. Від  1871 року — Оґродова. 1885 року — вулиця Лелевеля, на честь польського історика та політичного діяча-демократа, одного з організаторів польського листопадового повстання Йоахима Лелевеля. Під час німецької окупації, від листопада 1941 року вулиця мала назву — Ерікаштрассе. У повоєнні часи вулиці не надовго повернули передвоєнну назву — вулиця Лелевеля і вже 1950 року вулиця була перейменована на вулицю Верещагіна, на честь російського художника-баталіста Василя Верещагіна. Сучасна назва від 1993 року — вулиця Поповича, на честь українського педагога, публіциста, громадського та політичного діяча Буковини кінця XIX — першої чверті XX століть Омеляна Поповича. 

## Забудова
В архітектурному ансамблі вулиці Поповича переважають класицизм, історизм та конструктивізм. Декілька будинків на вулиці внесено до Реєстру пам'яток архітектури місцевого значення м. Львова.
№ 2 — триповерхова кам'яниця, споруджена у XIX столітті. У міжвоєнний період в будинку містилися редакції польських часописів «Ґазета торгова щоденна» та «Ранковий кур'єр». Нині в будинку містяться організації, що надають юридичні та адвокатські послуги, контора арбітражних керуючих та центр косметології і краси «Айдермік». У 1902—1905 роках в будинку мешкала театральна акторка Львівської опери Ірена Сольська (1875—1958).
№ 3 — триповерхова кам'яниця, споруджена у XIX столітті. Будинок внесено до Реєстру пам'яток архітектури місцевого значення під охоронним № 53-м.
№ 5 — триповерхова кам'яниця, споруджена у XIX столітті на розі сучасних вулиць Поповича та Мартовича. За Польщі в будинку містився промислово-торговельний дім «Терма». Нині в будинку містяться офіси низки компаній, зокрема, ПП «5 елемент-Захід», сервісний центр «Західний вектор», офіційне представництво «Empire State Capital Partners». Будинок внесено до Реєстру пам'яток архітектури місцевого значення під охоронним № 54-м.
№ 5а — триповерховий житловий будинок. На початку XX століття власником будинку був промисловець Гедеон Ґедройц. У міжвоєнний період в будинку містилася Малопольська спілка вирощування насіння «Еліта». Мешкав професор історії освіти та шкільництва Львівського університету Станіслав Лемпицький.
№ 5б — чотириповерховий житловий будинок. У партері будинку нині міститься салон-перукарня «Бриз». 
№ 6 — двоповерховий житловий будинок, споруджений у 1860—1870-х роках на розі сучасних вулиць Поповича та Мартовича. На початку XX століття в будинку мешкав власник місцевої друкарні Бернард Мюллер, дружина якого видавала журнал «Кухня і здоров'я». На початку вересня 2020 року виконавчий комітет ЛМР погодив детальний план території в межах вулиць Мартовича, Григоровича і Дудаєва, що передбачає знесення будинку на вулиці Поповича, 6 та будівництво на його місці п'ятиповерхового житлового будинку з вбудованим підземним паркінгом.
№ 6а — триповерхова кам'яниця, споруджена у XIX столітті. На земельній ділянці між будинками № 6а та № 8 від радянських часів був пункт приймання склотари та близько двадцяти приватних гаражів, а поряд розташоване бомбосховище. 2015 року на ділянці мав повстати шестиповерховий житловий будинок з вбудованими автостоянками та офісними приміщеннями. Через відсутність дозволів на початок будівельних робіт, низку порушень будівельних норм забудовником та протест мешканців навколишніх будинків спорудження новобуду було заборонено. Нині ділянка, огороджена металевим парканом, стоїть пусткою. Свого часу в приміщенні будинку розташовувалася канцелярія Грона консерваторів Східної Галичини.
№ 7 — триповерхова кам'яниця, зведена у 1896 році за проєктом Володимира Підгородецького у дусі північного маньєризму. На початку XX століття власником будинку була Катажина Трусь. В будинку мешкали архітектор Антоній Грущак, артист театру Ежі Риґер. Будинок внесено до Реєстру пам'яток архітектури місцевого значення під охоронним № 55-м.
№ 8 — триповерхова кам'яниця, споруджена у XIX столітті. У 1910—1920 роках в будинку мешкав польський бібліотекар, письменник, публіцист, культурний діяч Вітольд Белза.
№ 9 — триповерховий будинок, споруджений у 1908 році за проєктом архітектора Адама Опольського для потреб приватної чоловічої школи імені святого Юзефа. Школа була заснована Згромадженням шкільних братів салезіанів, які також займалися благочинністю й опікою над шкільними закладами та будинками дитини. Це була перша школа салезіанів у Польщі та Галичині. У 1950-х роках — середня школа № 54 міського відділу народної освіти. Нині тут юридичний факультет Львівського державного навчально-наукового інституту сталого розвитку імені В'ячеслава Чорновола Національного університету «Львівська політехніка». Будинок внесений до реєстру пам'яток архітектури місцевого значення під охоронним № 1205-м. Виконавчий комітет Львівської міськради 7 грудня 2018 року дозволив ТзОВ «Інститут соціальних технологій» провести ремонтно-реставраційні роботи у пам'ятці архітектури для влаштування на горищі будівлі додаткового поверху.
№ 17 — триповерхова кам'яниця, споруджена у XIX столітті. В будинку мешкали польський історик, багатолітній директор Національної бібліотеки імені Оссолінських у Львові Войцех Кентшинський та польський славіст, бібліотекар, бібліограф, від 1920 року — куратор та директор Національної бібліотеки імені Оссолінських у Львові Владислав Тадеуш Вислоцький.